# Salmat
Salmat — австралійська багатоканальна маркетингова компанія зі штаб-квартирою в Сіднеї. Серед її клієнтів: Woolworths Limited, Target Australia, Telstra та уряд Австралії. На піку своєї діяльності Salmat налічувала понад 4 000 співробітників в Австралії, Новій Зеландії та Азії.

## Історія
Компанія з розповсюдження каталогів Salmat була заснована Філом Солтером і Пітером Маттіком у 1979 році в Сіднеї, Австралія. У 1984 році компанія отримала ін'єкцію капіталу від News Limited, яка придбала 49% компанії за 5 мільйонів доларів після тендерної війни з конкурентним газетним видавництвом Fairfax. Засновники відновили повний контроль над компанією у 1998 році, коли викупили частку News Limited.
У 2000 році доходи компанії сягнули понад 200 мільйонів доларів. У 2004 році вони перевищили 400 мільйонів доларів, а у 2008 році — 800 мільйонів доларів. Рушієм зростання Salmat став її публічний лістинг на ASX 2 грудня 2002 року. Після виходу на біржу компанія здійснила низку придбань, зокрема Salesforce Australia — одного з найбільших австралійських кол-центрів на той час, за 64 млн доларів США 6 грудня 2004 року. Також вони придбали поліграфічну службу NSW 7 березня 2005 року, VeCommerce 27 липня 2006 року за 28,7 млн доларів США і Dialect Interactive 5 грудня 2006 року за 6 млн доларів США. 
18 липня 2007 року Salmat придбала свого найбільшого конкурента SPA у Kodak Australia за 318 мільйонів доларів. Придбання HPA супроводжувалося залученням капіталу, що зменшило частку засновників у Salmat з 60% до 40%. Солтер і Маттік відійшли від щоденної діяльності у 2009 році.
У 2012 році Salmat продав аутсорсинг бізнес-процесів компанії Fuji Xerox за 375 мільйонів доларів США і змінив стратегічний напрямок з багатоканальної на всеканальну комунікаційну компанію.
У вересні 2014 року компанія отримала контракт на ведення реєстру «Не дзвонити» від імені Австралійського управління зв'язку та ЗМІ.
У листопаді 2019 року IVE Group придбала Salmat Marketing Solutions та Reach Media NZ Limited, компанії з розповсюдження каталогів Salmat в Австралії та Новій Зеландії, за 25 млн доларів США. 
У грудні 2019 року Salmat продала свій бізнес мікросорсингу (керованих послуг) компанії Probe BPO Holdings за 100 млн доларів США
Маттік повернувся на посаду невиконавчого голови у 2013 році.  
На початку 2014 року Крейг Дауер був призначений генеральним директором компанії. Ребека Лоуде була призначена генеральним директором у 2017 році. 